# Joan Casals i Noguera
|  | «Joan Casals» redirigeix aquí. Vegeu-ne altres significats a «Personificació de l'Avi del Barça». |

Joan Casals i Noguera (Manresa, 20 d'octubre de 1925 - Barcelona, 6 de maig de 1998) fou un empresari català.

## Empresari
Titulat com a Enginyer Industrial l'any 1951 a l'escola de Barcelona, i Doctorat l'any 1964, Joan Casals va començar l'exercici professional lliure, fins que es va incorporar a una societat d'enginyeria, desenvolupant instal·lacions i equips per a indústries de procés, per tot Europa.
L'any 1957 funda la seva pròpia empresa: Casals Cardona Ind. S.A., coneguda arreu del món per la marca TECNIUM, desenvolupant aplicacions i equips en materials plàstics, en aquell moment una autèntica novetat. Amb el temps esdevé un líder mundial en equips resistents a la corrosió i contra la pol·lució atmosfèrica.
La seva intuïció el porta a emprendre l'expansió internacional de la seva empresa cap al final de la dècada dels 60, època en què el país vivia tancat en l'autarquia i d'esquena al món. Així comença un període intens de viatges arreu d'Europa. Comencen a exportar a l'Europa propera, i progressivament van estenent les seves tecnologies arreu.

### Tecnologia
A banda de l'ús dels materials plàstics per aplicacions insòlites en aquell moment, també destaca com a inventor de diversos sistemes d'estanquitat per a bombes centrífugues, així com millores significatives que li permeten registrar nombroses patents.
Destaca la seva tasca com a dissenyador de perfils hidràulics per a bombes, i traçats per a ventiladors, amb eficiències per sobre dels dissenys contemporanis.
També lidera un grup de treball en el desenvolupament de diverses tecnologies avançades en la depuració de gasos, algunes d'elles implantades i, encara avui, líders arreu del món.

## Filòsof
El seu interès per la temàtica social venia de lluny, però la seva vocació cap a la innovació social es va despertar després de 20 anys d'observar el món econòmic i social des de dins i tocant de peus a terra. La pràctica diària de la tècnica i de l'empresa el situen davant la contradicció que hi ha entre la complexa realitat econòmica-social i la simplicitat dels esquemes interpretatius. També, front la inestabilitat i arbitrarietat del marc econòmic -o crematístic- que condiciona i a vegades ofega l'activitat creadora.
Comença a escriure amb continuïtat des del 1971, empès aleshores per la ruptura dels acords monetaris internacionals (el dòlar deixa de ser convertible en or), intuint la magnitud i extensió de les conseqüències d'aquesta efemèride (que comportarà el 1973 la mal anomenada crisi mundial del petroli). Donat que considera que certs instruments tècnics de l'economia no són prou "intel·ligents", en sentit cibernètic, en haver-se revelat incapaços d'autorregular adequadament el sistema.
Però segueix confiant en què la investigació social podria seguir l'exemple de la que ha sigut duta a la pràctica en altres camps i que ha prosperat gràcies a una prèvia investigació de causes ocultes i ha aconseguit innovacions positives, plantejant hipòtesis de treball totalment realistes.

### Iniciativa
Funda el Grup d'Economia de l'Associació d'Enginyers Industrials de Catalunya, col·labora activament amb la Fundació Charles Leopold Mayer pel Progrés de l'Home i amb l'Associació ECOCONCERN, i co-funda el grup ECOVAL-Solidaritat via mercat, entre moltes altres iniciatives.

## Projecció social
Joan Casals va ser una persona implicada de ple al que l'envoltava, un exponent ben actiu del que avui anomenem Societat Civil. Una síntesi de les moltes activitats que va dur a terme:
- 1976: Cofundador de PIMEC, Petita i Mitjana Empresa de Catalunya.

- 1977-1978: President de PIMEC.

- 1978-1982: Vocal del Consell d'Administració de la Caixa de Catalunya.

- 1979: President de l'Associació Cristiana de Dirigents de Barcelona.

- 1979-1982: President de la Comissió Tècnica de Gestió Empresarial de l'Associació d'Enginyers Industrials de Catalunya.

- 1979-1983: Vocal del Ple de la Cambra de Comerç i Indústria de Manresa.

- 1981-1986: vicepresident de la Mutualitat dels Enginyers Industrials de Catalunya.

- 1992: Cofundador del Grup d'Economia de l'Associació d'Enginyers Industrials de Catalunya.

Col·labora activament amb l'associació EcoConcern, dedicada a temes d'innovació social, al voltant de repensar la societat per un món solidari.
Col·labora amb la Fundació Charles Léopold Mayer pel Progrés de l'Home, treballant al voltant d'un món responsable i solidari.
- 1996-1998: Cofundador del grup ECOVAL-Solidaritat via mercat, grup de treball que cercava un nou paradigma econòmic pel segle 21 i va treballar sobre un nou model d'empreses: les Empreses de Qualitat Humana (EQH). El gener de 1998 es va constituir l'associació Ecoval, de la que Joan Casals en va ser el primer president, fins a la seva mort.

### Publicacions
- A partir de 1975: articles periòdics a la premsa.

- 1977: El Socialisme Sòlid: Europa l'any 2025 (Editorial Nova Terra)

- 1988: El futur era possible (Editorial La Llar del Llibre)

- 1992-1993: imparteix un curs sobre un canvi econòmic viable, a la càtedra d'Empresa i Societat d'ESADE.

- Diversos escrits a Quaderns d'Economia i Societat, editats per EcoConcern.

- 1997: coautor dins de l'Equip Ecoval Arxivat 2013-09-03 a Wayback Machine. del llibre "EQH, l'empresa de qualitat humana", editat per l'Associació Ecoval.

### Reconeixements i premis
- 1986: Premi a la Creativitat de l'Associació d'Enginyers Industrials de Catalunya.
- 1993: Premi Guillem Catà del Col·legi d'Enginyers Industrials de la Catalunya Central.
- 1994: Medalla President Macià de la Generalitat, Mèrit al Treball.